# Carrefour de l'Arbre
Carrefour de l'Arbre er en brostensbelagt strækning i Nordfrankrig i kommunerne Camphin-en-Pévèle, Baisieux-Sin og Gruson, kendt fra forårsklassikeren Paris-Roubaix.
Carrefour de l'Arbre, som frit kan oversættes til "trækrydset", er med sin længde på 2,1 km og vejens dårlige tilstand, en af de vanskeligste brostensstrækninger i løbet. Sammen med brostensstrækningerne Mons-en-Pévèle og Trouée d'Arenberg, er den en af de tre strækninger med den højeste sværhedsgrad på fem stjerner. Fordi Carrefour de l'Arbre normalt er den sidste svære brostenstrækning, kun 15 kilometer fra mål ved Vélodrome André-Pétrieux i Roubaix, er det på denne strækning flere gange blevet afgjort, hvem der skulle vinde Helvedet i nord, Paris-Roubaix. Langs strækningen er der en kendt café-restaurant, L'auberge de l'Arbre.
I 2014 blev Carrefour de l'Arbre inkluderet på 5. etape af Tour de France.